# Kurdisztán

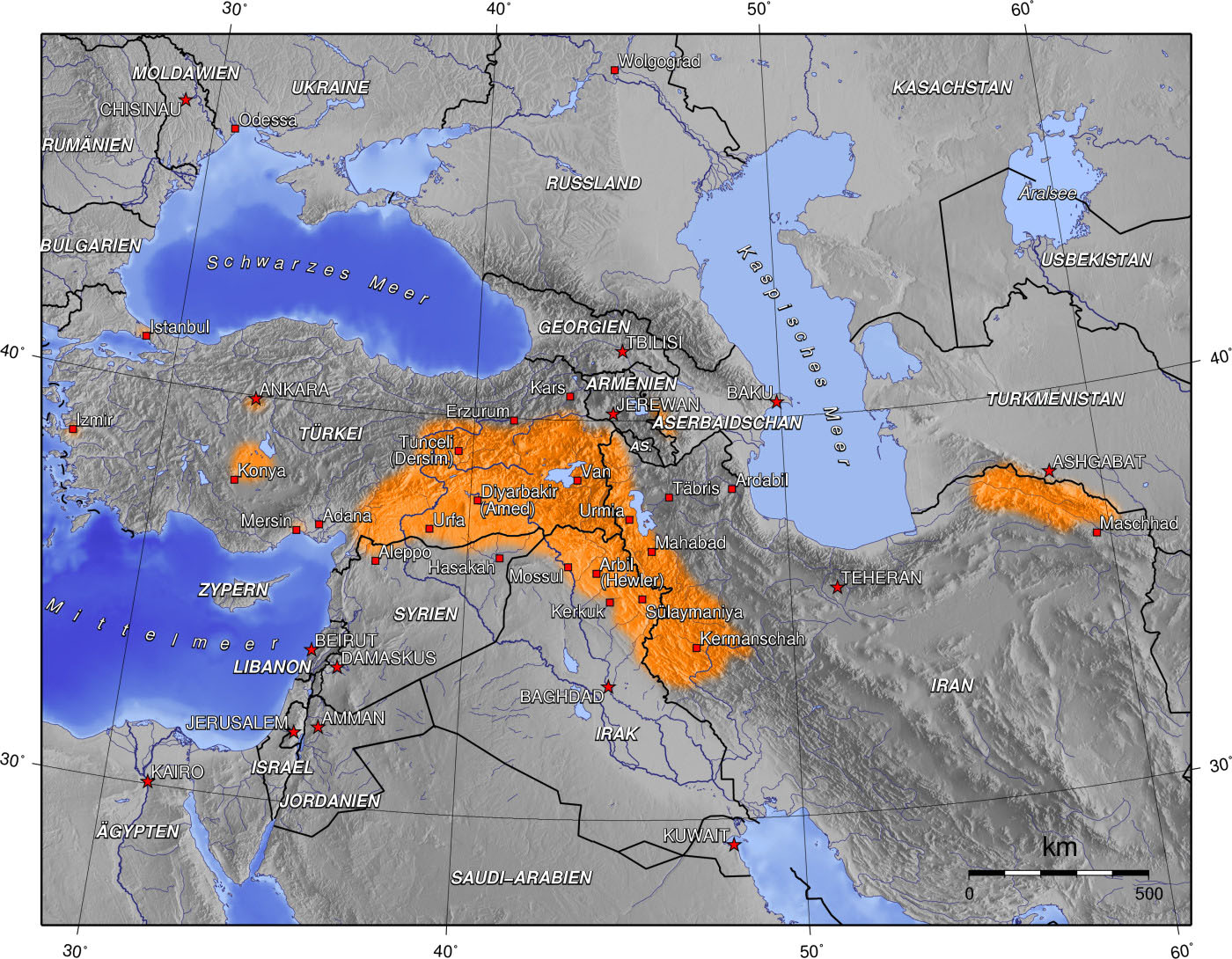
Kurdok lakta területek Ázsiában

Kurdisztán geográfiailag elismert, hegységekkel tagolt régió Törökország, Irak, Irán és Szíria határvidékén. Több népcsoport lakja, többségében kurdok. Kurd szervezetek évtizedek óta küzdenek politikai és katonai eszközökkel a kurd autonómia kivívásáért vagy egy kurd állam létrehozásáért. A kurd területeken osztozó államok gyakran igen kemény és kegyetlen eszközökkel küzdenek, illetve küzdöttek ezen őshonos kisebbségek minden önállósági törekvésével szemben.

## Története
A kurdok Mezopotámia egyik legősibb népcsoportja.  Több,mint 4000 éve élnek ezen a területen. Ugyanis akkortájt egy ősi nép, a gutik érkeztek a régióba. Kurdok a gutikból származtatják magukat. Valószínűleg a ,,guti" kifejezésből ered a ,,kurd" szó is. Az indoeurópai nyelvcsalád indoiráni ágához tartozó népcsoport.
Biztosan a mai kurdok elődeire utaló első szöveg azonban későbbi, a 7. században keletkezett és a kurd törzsek iszlám hitre téréséről szól.

### Guti Birodalom
Történészek szerint a gutik a kurdok ősei. A gutik az indoeurópai nyelvcsaládhoz és a kurdokhoz hasonló nyelvet beszéltek. I. e 2160-ban törtek be Mezopotámia területére és tartották megszállva azt. Nevüket az Akkád Birodalom leigázásával vésték be a történelembe i.e. 2160-ban. Magukat „Kurdunak” is vallották, amely valószínűleg a kurd nép eredetére utal. Mezopotámia peremvidékén élő harcias népcsoport volt (a mai Irán területén). Országukat Kurduinnak vagy Guti Birodalomnak nevezték. Meghonosították a katonai demokráciát.

### Mitanni Birodalom
Mitanni i.e. 1550-ben jött létre. Hurrita törzsek lakták, akik korábban a Zagrosz hegységben éltek, majd nyugatra kezdtek vonulni. A hurrik indoeurópai eredetükből adódóan sok történész a kurdokkal hozza őket összehasonlításba. Az állam fővárosa: Vassukanni, a mai Kobani közelében található ősi kurd város szíriai Kurdisztánban. Vassukanni nevének kurd jelentése „jó forrás”. Sok történész a kurd vonatkoztatás alapján mondja azt határozottan, hogy kurd állam volt az ókorban. I.e. 1550 és i.e. 1450 között a legerősebb hadserege volt a térségben.
A hurrik 15 királyt adtak a birodalomnak, a legjelentősebb Saustatar volt, aki i.e. 1480 körül meghódította Asszíria területét, és számos szíriai vidéket is ellenőrzött, illetve befolyása alatt tartotta az Eufrátesz felső folyásának vidékét is. Csupán Egyiptom volt igazi vetélytársa.

### Méd Birodalom
Jól mutatja ezt a kurd himnuszban elhangzottak: „Mi vagyunk a médek és Küaxarész utódai”. Egyesek szerint a médek, a gutik és a hurrita törzsek utódai, ugyancsak hasonló nyelvjárást beszéltek, mint a kurdok. A médek ókori indoiráni nép volt. Daiakku alapította i. e. 678-ban. 3 100 000 km² területével a Méd Birodalom a világtörténelem 48. legnagyobb birodalma volt, a kurdok tehát méltán büszkék történelmük egyik legnagyobb birodalmára. Fővárosa: Ekbatana (a mai Hamadán, az iráni Kurdisztánban, zömmel kurdok lakta területen). Legjelentősebb uralkodója Nagy Küaxarész. Nyelvük: méd, amely a kurd nyelvvel együtt az északnyugat-iráni nyelvcsaládhoz tartozott.

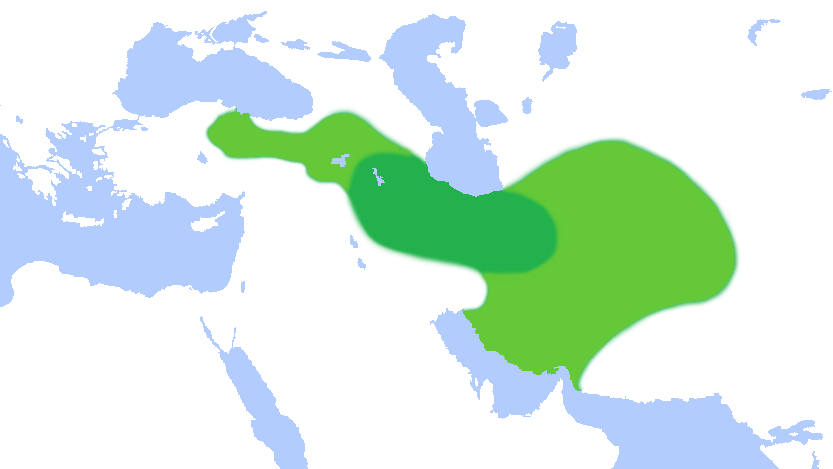
Méd Birodalom

Gyakran azonosítják őket az ókori Corduene népével. Az ókori forrásokban számos népnév szerepel, amelyek emlékeztetnek a kurdok nevére: az i. e. 3. évezredből karda, Xenophón kardoukhoi népneve (Corduene), a perzsa gord vagy kord, a szír (arámi) kardu vagy kadu és a héber kurdaje.
Vlagyimir Minorszkij szerint: „Nincs kétség hogy a mar név (méd) a kurdokra utal.” Azt is megemlíti, hogy egy 1446-os, nyelvek és ábécék mintáit tartalmazó örmény kézirat úgy utal egy kurd imára, hogy „a médek nyelve”.
Godfrey Rolles Driver azonban mindezt vitatta és azt állította, hogy az örmény írók egyszerűen összekeverték a kurdokat a médekkel. Ezt írta:
A kurdokat a Xenophón említette kardoukhoival és a görög és latin írók említette gordyaeivel, az örményeknél szereplő kordukhokkal vagy kortcsaikokakal és az arámi és szír íróknál szereplő Gardu földjével kell azonosítanunk..

A kurd név egyik első említése egy pahlavi szászánida szövegben található, amely a Szászánida I. Adasír király és a kurdok Madig nevű királya közti ütközetet említ a 3. század elején.
Egyes vélemények szerint a kurd nép születése az i. e. 10. században kezdődött, amikor az iráni törzsek szétrajzottak a régióban, köztük az északnyugat-iráni nyelvjárást beszélő médek, és a vaskor folyamán a médekhez asszimilálódó népekből jött létre a kurd nép.
A legtöbb történész tehát egyetért azzal, hogy a médek, akik i. e. 678-ban legyőzték az asszírokat, s megalapították birodalmukat, a kurdok elődei. A méd árja nép, amely az i. e. 2. évezredben népesítette be kelet felől a mai Nyugat-Kurdisztán területét, s keveredett az ott élő néppel. A médek és az eredetileg ott élő lakosság egybeolvadása i. e. 612 és 550 között, a Méd Birodalom idején kezdődött, s az iszlámosítás kezdetéig tartott. Végezetül önálló nemzet született: a kurd. A kurdoknak már az iszlám kezdetén megvoltak mai nemzeti és nyelvi sajátosságaik, s jelenlegi területükön éltek.
A kurdok hazája (Kurdisztán) Irán, Szíria, Irak és Törökország területével határos, s Mandali városától az Ararát-hegységen át a Kaukázusig tart. Élnek kurdok Örményországban a törökországi Erzurum városáig húzódó hegyei között is, valamint délen, az ókori Mezopotámia területén, ahol Kurdisztán nyugati határát az Eufrátesz alkotja. Hivatkoznak a területre, mint Ázsia kapuja is.

### Középkor és újkor
Kurdisztán iszlámosítása (630 táján) nagy változást hozott a kurd történelemben. Az iszlám a kurdok számára, csakúgy, mint más népeknek, új kapcsolatot teremtett: egy közösséget (ummát), amelyet nem a nemzeti hovatartozás, hanem a hit igazol.
A kurdok tehát több mint ezer éve tartoznak az iszlám ummához, de emellett megtartották etnikai és nyelvi sajátosságaikat, valamint ősi zoroasztriánus vallásuk is fennmaradt.
A 11. és a 14. század között a kurd társadalomra is jótékonyan hatott az általános iszlám fellendülés: városok alakultak ki, iskolák épültek, s nőtt a kurdok részvétele a kulturális, tudományos és társadalmi életben.
A középkortól kezdve a kora újkorig rengeteg kurd dinasztia alakult:
| Név         | Uralkodásának ideje                      | Uralkodásának helye                                     |
| ----------- | ---------------------------------------- | ------------------------------------------------------- |
| Hadhabani   | 943-1063                                 | Kurdisztán (iráni és iraki részénél)                    |
| Saddadik    | 951-1174                                 | a mai Örményország területén                            |
| Rawadidok   | 955-1071                                 | a mai Északnyugat-Irán (azeri) területén                |
| Hasanwayhid | 959-1095                                 | Dzsazíra és a mai Nyugat-Iránban                        |
| Marwanidok  | 990-1096                                 | Dzsazíra                                                |
| Anazidák    | 990-1117                                 | Kurdisztán (iráni és iraki részénél)                    |
| Kakújidák   | 1008-1141                                | a mai Irán területén                                    |
| Erdelán     | 1168-1867                                | Erdeláni Hercegség                                      |
| Ajjúbidák   | 1171-1341                                | Észak-Afrika és a Közel-Kelet                           |
| Bitlis      | 1182-1847                                | a mai Törökország területén                             |
| Bohtan      | 1330-1855                                | Dzsazíra                                                |
| Bahdinan    | 1376-1873                                | Iraki Kurdisztán                                        |
| Mukriyan    | 15. század végétől a 19. század közepéig | Kurdisztán keleti részén                                |
| Baban       | 1649-1850                                | Iraki Kurdisztán                                        |
| Zand        | 1750-1794                                | mai Irán, Azerbajdzsán, Örményország és Irak területein |
| Szorán      | 1816-1835                                | Iraki Kurdisztán                                        |
| Hakkâri     | 1835 környékén                           | Délkelet-Anatólia                                       |

## 20. század
A sèvres-i békeszerződés 1920-ban nemzetközileg elismerte a kurd népnek az autonómiához és a függetlenséghez való jogát.

### Törökország

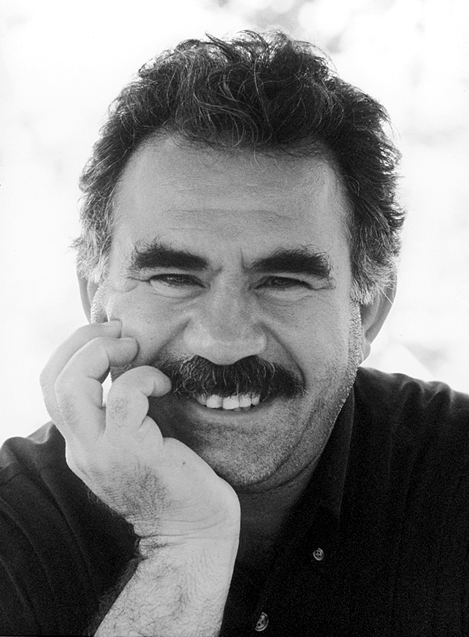
Abdullah Öcalan, a PKK egykori vezetője

Ezt követően azonban kitört a török függetlenségi háború, mivel a törökök nem értettek egyet a békeszerződésben foglalt területvesztéssel. Az 1920-1923 közötti háborút lezáró lausanne-i békeszerződés megfosztotta a kurd népet az autonómiától és későbbi teljes elszakadás lehetőségétől, így a kurdok lakta területek többsége újra Törökország részévé vált. A szerződésben egyáltalán nem esett szó a kurdokról. A 40–45. cikkely annyiban foglalkozik a kisebbségekkel, hogy Törökországban a nem muzulmán kisebbségek mellett más kisebbség nem létezik. A szerződés a kisebbségek közé sorolta például az örményeket és a görögöket, a kurdokat azonban nem említette. 1926. július 5-én Moszul vilajetet Irakhoz csatolták. Míg tehát az első világháború előtt Kurdisztánon az Oszmán és a Perzsa Birodalom osztozott, addig utána Törökország, Irak, Irán és Szíria. Törökországban Mustafa Kemal Atatürk hatalomra kerülése és a Török Köztársaság kikiáltása a kurd nemzeti mozgalom teljes leverését is jelentette, a kurd és Kurdisztán szavakat végleg kitörölték az iskolai tankönyvekből, lexikonokból és a földrajzi térképekről, betiltották a kurd nyelv használatát, bezárták a kurd iskolákat, tilos volt kurd neveket adni, és a továbbiakban nem volt szabad egyetlen kurd szót sem használni. A kurdok ez ellen az asszimilációs politika ellen rengeteg felkelést robbantottak ki, a török politikai vezetés azonban akasztással válaszolt. 1978-ban aztán létrejött a Kurdisztáni Munkáspárt (PKK) amelyet sok országban terrorszervezetként ismernek.

### Irán
Iránban valamennyivel jobb volt a helyzet: itt a kurdoknak két problémával kellett szembenézniük. Először is a kurdok szunniták, másodszor a nemzeti törekvések nem fértek el egy vallási alapon működő államnál. Ezek ellenére nem kellett olyan atrocitásoktól tartaniuk, mint Törökországban vagy Irakban. 
Az iszlám köztársaság előtt, 1945-ben a kurdoknak (szovjet segítséggel) sikerült létrehozniuk a Mahabádi Köztársaságot. 1945. december 17-én a kurdok elfoglalták Mahabád városában a bíróság épületét, levették az iráni zászlót és helyére kitűzték a kurd zászlót. A kurd állam alig több mint egy évig tartott. Vezetőiket letartóztatták és bíróság elé állították.

### Irak
Kurd területek elarabosítása csak a kezdetleges inzultálás volt az iraki kormány részéről. Kurdokat telepítettek át az ország egyik végéből a másikba, hogy gyorsabban asszimilálódjanak. Az egyik talán legmegosztóbb eset Kirkuk elarabosítása, amit a mai napig rengeteg vitát és heves érzelmeket vált ki: 1957-ben még a kurdok voltak többségben, ők adták a város kb. felét. Szaddám Huszein vezette Irak 1960-tól, tervszerűen arabokat telepített az olajban gazdag Kirkukba.
Az Irak–iráni háború befejezése után Irak minden erejét a kurdok végleges megsemmisítésére fordíthatta. Az úgynevezett „Anfali” akciókban a kurd falvak és a városok 70 százalékát rombolták szét és pusztították el.  Lakóit a nagyvárosokba kényszerítették, hogy jobban tudják ellenőrizni őket. A kurd partizánok kezén lévő falvakat teljesen elpusztították, lakóit a dél-iraki sivatagba hurcolták, és több mint 180.000 embert lőttek le, majd tömegsírokba rejtették. Kurd népirtás napját minden év március 16-án tartják, amikor Halabdzsa városát 1988. március 16-án elgázosították az Baasz Párt emberei.
Az iraki Kurdisztánban élő kurdok az Öbölháborút követően önállónak nyilvánították magukat, de az iraki támadás elől közel két és fél millió kurd menekülni kényszerült, a legtöbbjük Iránba és Törökországba. Ez a tömeges menekülés és a közel-keleti helyzet destabilizálódásától való félelem miatt az ENSZ és több nemzetközi szereplő a nemzetközi béke és biztonság iránti fenyegetésként fogták fel a helyzetet. A Biztonsági Tanács 688 számú határozatában ENSZ-csapatoknak a területre küldéséről döntött, hogy ott létrehozzon és fenntartson egy nyugodt zónát.
1992-ben a kurdok saját parlamentet és kormányt hoztak létre a térség vezetésére. Ez azonban rövid ideig tartott, mivel háború tört ki a két legnagyobb kurd csoport között, ami az iraki kurdok helyzetének további romlásához vezetett. Irán, Irak és Törökország is bekapcsolódott a konfliktusba, megnehezítve ezzel annak lehetőséget, hogy megnyugtató megoldást lehessen találni a helyzetre.

### Szíria
Szíriában 1962-ben Haszaka tartományban 120 000 kurdtól vonták vissza a szír állampolgárságot, mert a kormány azt állította, hogy Szíriában nem létezik kurd terület, nincsenek kurdok és azok, akik az északi területeken laknak, mind a törökországi kurdellenes politika elől menekültek Szíriába. A szíriai kormány a hatvanas évektől egészen 2011-ig szisztematikusan megsemmisítette a kurdokra vonatkozó jeleket. 1960-ban tervet dolgoztak ki „arab öv” címen, melyben első lépésként a kurd helységnevek megváltoztatása szerepelt. Második lépés a térség tényleges elarabosítása volt, melyben a kurd lakosságot falvaik elhagyására kényszerítették, és helyükre arabokat telepítettek. A kurd nyelv használata már a terv kezdete előtt is tilos volt a hivatalos helyeken, így nem léteznek kurd iskolák és kurd nyelvű tanítás sem. Hivatali pozíciókat csak az arabok tölthetnek be, és a katonai, valamint rendőri akadémiákon a kurdok felvétele szigorúan tilos.

## 20. századi kurd államok
A sèvres-i békeszerződés értelmében a kurdoknak független államot kellett volna kapniuk. Törökország azonban kirobbantotta a török függetlenségi háborút. A békediktátumot a szultáni kormánytól függetlenül (még 1920. április 23-án) megalakult török nemzetgyűlés Mustafa Kemal vezetésével elutasította. Törökország 1920–1923 között vívott háborúval vívta ki annak felülvizsgálatát, amit az 1923. augusztus 24-én kötött béke, a lausanne-i békeszerződés érvényesített. Így Kurdisztánt egyszerűen négy részre osztották.

### Kurd Királyság
A Kurd Királyság 1922-től 1924 júniusáig létezett. Azután újra brit mandátumú terület lett.

### Vörös Kurdisztán
Vörös Kurdisztán 1923-tól 1930-ig tartott, túlnyomórészt szovjet segítséggel sikerült létrehozni Laçın fővárossal. A szovjet csapatok 1930-as kivonulását kihasználva az örmény szeparatisták megtámadták a területet. A rendkívül gyengén felszerelt kurdokat legyőzték. A dolog pikantériája, hogy Laçın városa már nem Örményországhoz, hanem a Azerbajdzsánhoz tartozik.

### Araráti Köztársaság
1927-ben jött létre az Araráti Köztársaság. Az összefogott kurdok (Irakból és Szíriából is jöttek segíteni) három évig bírták nyomással, 1930-ban újra a törökökhöz került.

### Mahabádi Köztársaság
Röviddel a második világháború után a teheráni konferenciát követően szovjet segítséggel létrejött egy kurd köztársaság, Mahabáddal mint fővárossal. A köztársaságot 1946. január 1-jén kiáltották ki, Qazi Muhammad lett az elnök. A Mahabádi Köztársaság azonban csak rövid ideig állt fenn, mivel a szovjet támogatás megszűntével az iráni erők hamarosan bevonultak, és újra iráni ellenőrzés alá vonták a területet. A zászló, amit sok kurd szervezet és magánszemély Kurdisztán zászlajaként használ, a Mahabádi Köztársaság zászlajából ered.

### Lachini Kurd Köztársaság
Végső, elkeseredett próbálkozás 1992. május 20-án került sor. Itt az azeri-örmény konfliktust kihasználva a kurdok kinyilvánították függetlenségüket. A független állam nem maradt fenn sokáig.

## Mai helyzet

### Iráni Kurdisztán
Iránban elismert kisebbségi nyelv a kurd. A tanítás azonban iráni nyelven folyik, a kurdot csak idegen nyelvként lehet felvenni, ha megvan a kötelező létszám a következő tanévben, hogy ki akar kurdul tanulni. Rendkívül korlátozottak a kurdok jogai. Önállósági törekvésről hallani nem akar, a kurd aktivistákat, illetve harcolókat kivégezteti.

### Szíriai Kurdisztán

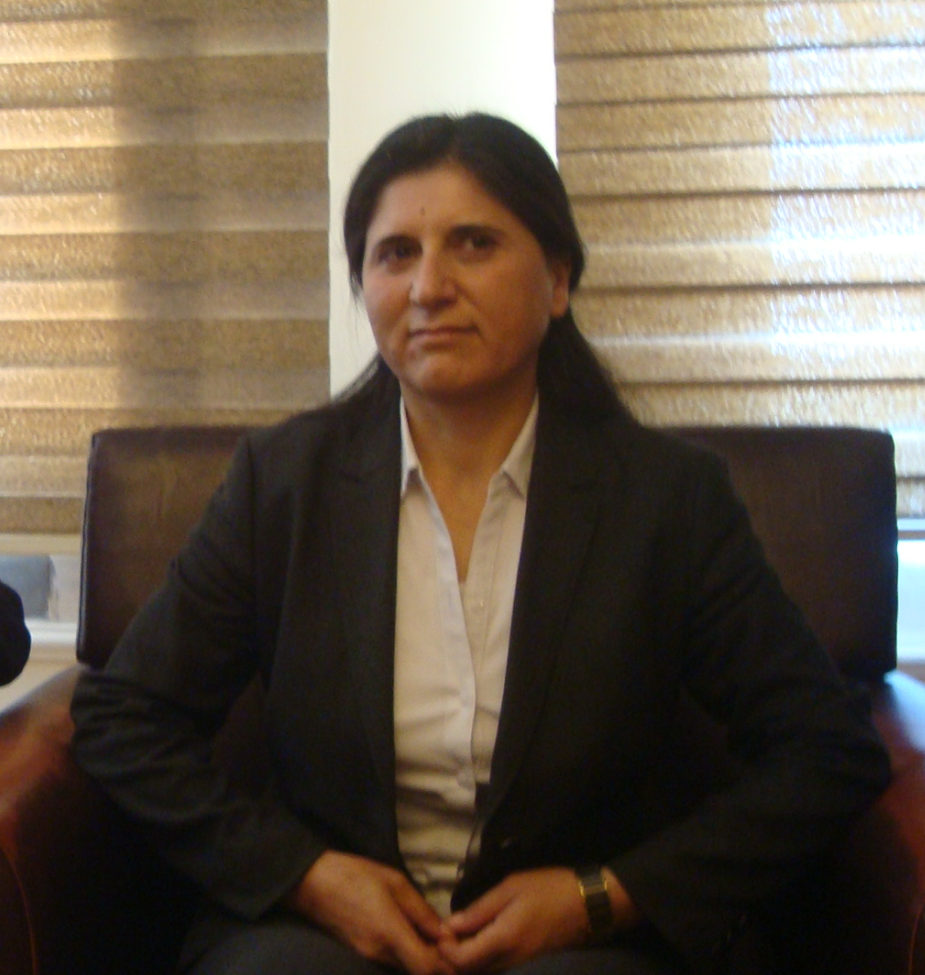
Asya Abdullah, a Demokratikus Egyesülés Pártjának politikusa (2013)

Szíriában a 2011-es polgárháború kezdete óta a kurdok helyzete jelentős mértékben javult. A kurdok által ellenőrzött területeken kurdul oktatnak az iskolában és a hivatali ügyeiket is kurdul intézhetik (arabul is lehet).
A szíriai polgárháború alatt létrejött egy de facto autonómiát harcoltak ki a radikális baloldali Demokratikus Egyesülés Pártja katonái, amely a törökök által terrorszervezetnek tekintett Kurd Munkáspárttal áll kapcsolatban. A Rojava, azaz Nyugat autonóm területen a kurdok nem egységesek, ugyanis a Demokratikus Egyesülés Pártjának ellenfele a Kurd Nemzeti Tanács, amely a törökökkel jó viszonyban vannak. 2016-ban nyílt ellenségeskedés tört ki, a Kurd Nemzeti Tanács a törököktől kért védelmet. Amennyiben Iraki Kurdisztán függetlenné válna, a Kurd Nemzeti Tanács javasolná az egyesülést az új állammal, ami viszont ellentétes a Demokratikus Egyesülés Párjának álláspontjával, így újabb konfliktus alakulna ki.
2018 január közepén, nem sokkal azután, hogy nemzetközi segítséggel kurd csapatok Szíria északi részén felszabadították az Iszlám Állam megszállt területeket, Törökország háborút indított a kurd harcosok és a polgári lakosság ellen.

### Iraki Kurdisztán

Iraki Kurdisztán elhelyezkedése

A 2003-as iraki háború és Szaddám Huszein bukása után Észak-Irakban a kurdok átvették az ellenőrzést, és létrehozták Iraki Kurdisztánt, amely Irak autonóm területe, saját elnökkel, parlamenttel, kormánnyal és hadsereggel. Fővárosa Erbíl. A gazdaság a kőolaj kitermelésére épül. Kirkuk városa a környékén lévő olajmezők miatt fontos, de a helyi  szunnita arabok és kurdok között jelentős etnikai feszültség is van.
2014-ben az iraki Kurdisztán vezetője, Maszúd Barzani felkérte a parlamentet, hogy készítse elő a terület függetlenségi népszavazását.
2017 tavaszán úgy nyilatkozott az amerikai katonai hírszerzés (DIA) vezetője, Vincent Stewart altábornagy, hogy Kurdisztán függetlensége csak idő kérdése. Amennyiben az iraki és a kurd kormány nem egyeznek meg az új államok határaiban, olajkincseiben, annak újabb polgárháború lehet a vége. 2017 szeptemberében kötelező érvényű népszavazást tartanak Iraki Kurdisztán függetlenségéről. A népszavazást egyetlen állam sem támogatja. Amennyiben Törökország lezárná határait, az az új állam összeomlását is jelentené.

## Földrajz

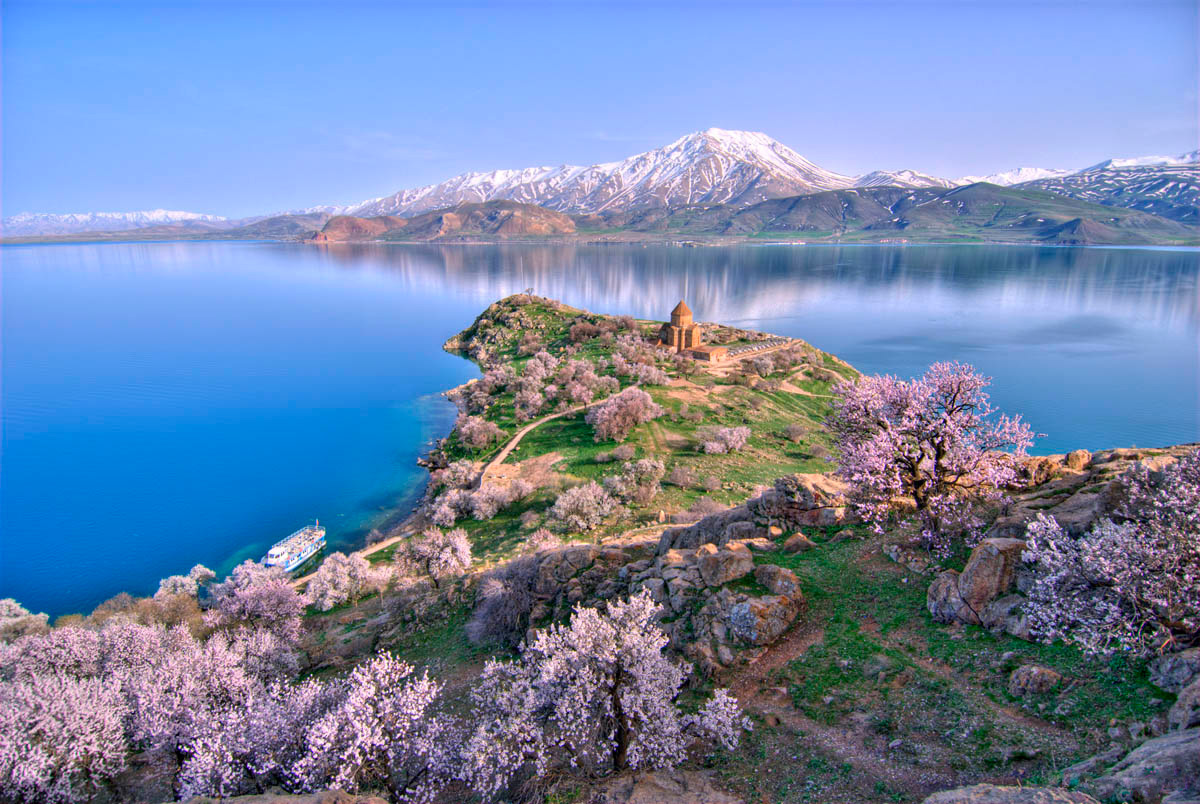
Van-tó

Kurdisztán területének ma 14%-át borítja erdő, az erdőterület azonban csökkent az évek folyamán a rossz gondozás és a háborúk következtében. A háborúk során többek közt a török katonák felégettek a kurd szabadságharcosok rejtekhelyéül szolgáló erdőket.
A hegyekből több folyó ered, a Tigris és az Eufrátesz, a Murad Su, a Hábúr, a Nagy- és a Kis-Záb, a Dijála, a Szirván és az Aras. A folyók jó lehetőséget biztosítanak a mezőgazdaság és az állattenyésztés számára Kurdisztánban, hússal, gyapjúval, búzával, rizzsel, gyapottal és dohánnyal látják el a Közel-Kelet piacait. A hegyi hó olvadásával keletkező vizet a folyók vezetik el vagy állóvizekben gyűlik fel. A legnagyobb tavak a Van-tó és az Urmia-tó.
Az esős időszak több mint hat hónapig tart Kurdisztán északi részén, jelentős területi különbségekkel. A hőmérséklet az év során -35 és +50 °C között váltakozhat a különböző területeken.
Kurdisztán területe olaj-, vasérc-, szén-, króm-, urán- és rézkészleteket is rejt.

### Városok
Nagyvárosok a török Kurdisztánban Amed, Semsur, Dîlok és Wan; az iráni Kurdisztánban Mahábád, Szanandadzs, Szardast, Kermánsáh és Urmia; az iraki Kurdisztánban Erbíl (kurdul: Hêwler), Szulejmánijja (Silêmanî) és Kirkuk; a szír Kurdisztánban pedig Kámisli és Afrín.

## Népesség
A területet lakó kurdok számát 40 millió környékére becsülik, ebből a török Kurdisztánban lakik körülbelül 20 millió, az iráni részen 8 millió, az iraki részen körülbelül 6,5 millió és a szíriai részen körülbelül 3 millió. Örményországban, Grúziában, Azerbajdzsánban és Libanonban körülbelül 150 000 kurd lakik.
A Törökországban lakó kurdok részben kitelepültek a török többségű városokba a szegénység, a munkanélküliség és a háború miatt.
A kurdok elsősorban kurdul beszélnek.

## Kurd zászlók
| Szín  | Jelentés                                   |
| ----- | ------------------------------------------ |
| Piros | Mártírok vére és harc a szabadságért.      |
| Zöld  | Kurdisztán tájai, hegyei, élet és életerő. |
| Sárga | A fény és a szabadság.                     |
| Fehér | Szabadság, egyenlőség, béke.               |

Az iraki és szíriai kurdoknak eltérő zászlajuk van.

## Ünnepek
- Március 21. : Függetlenség napja (Zoha iráni király lefejezésének napja. Este tűzgyújtással ünnepelnek az emberek).